# Championnat du Guatemala de football 1998-1999
Navigation
Saison précédente Saison suivante
La Liga Nacional 1998-1999 est la quarante-septième édition de la première division guatémaltèque.
Lors de ce tournoi, le CSD Comunicaciones a conservé son titre de champion du Guatemala face aux onze meilleurs clubs guatémaltèques.
Chacun des douze clubs participant était confronté deux fois aux onze autres équipes. Puis les six meilleurs et les six derniers se sont affrontés deux fois de plus lors de la seconde phase du championnat.
Seulement deux places étaient qualificatives pour la Copa Interclubes UNCAF.

## Les 12 clubs participants
| \| Guatemala: Aurora FC Azucareros CSD Comunicaciones CSD Municipal Universidad SC Guatemala Deportivo Carchá Cobán Imperial Guatemala Juventud Escuintleca Guatemala CSD Sacachispas Dep. Suchitepéquez Guatemala Xelaju MC Deportivo Zacapa \| Localisation des clubs engagés dans le championnat. |
| Guatemala: Aurora FC Azucareros CSD Comunicaciones CSD Municipal Universidad SC Guatemala Deportivo Carchá Cobán Imperial Guatemala Juventud Escuintleca Guatemala CSD Sacachispas Dep. Suchitepéquez Guatemala Xelaju MC Deportivo Zacapa                                                           |

Ce tableau présente les douze équipes qualifiées pour disputer le championnat 1998-1999. On y trouve le nom des clubs, le nom des stades dans lesquels ils évoluent ainsi que la capacité et la localisation de ces derniers.
| Club                    | Stade                        | Capacité          | Ville            |
| Aurora FC               | Stade de l'Ejército          | 13 300            | Guatemala City   |
| Azucareros              | Stade inconnu                | Capacité inconnue | Guatemala City   |
| Deportivo Carchá (en)   | Stade Juan Ramon Ponce Guay  | 8 114             | San Pedro Carchá |
| Cobán Imperial          | Stade Verapaz                | 15 000            | Cobán            |
| CSD Comunicaciones      | Stade Mateo Flores           | 30 000            | Guatemala City   |
| Juventud Escuintleca    | Stade Ricardo Muñoz Gálvez   | 3 000             | Escuintla        |
| CSD Municipal           | Stade Mateo Flores           | 30 000            | Guatemala City   |
| CSD Sacachispas (en)    | Stade Las Victorias          | 9 000             | Chiquimula       |
| Deportivo Suchitepéquez | Stade Carlos Salazar Hijo    | 12 000            | Mazatenango      |
| Universidad SC          | Stade de la Revolución       | 5 000             | Guatemala City   |
| Xelaju MC               | Stade Mario Camposeco        | 11 000            | Quetzaltenango   |
| Deportivo Zacapa        | Stade David Ordoñez Bardales | 10 000            | Zacapa           |

## Compétition
La compétition se déroule en trois phases:
- Le phase régulière : vingt-deux journées de championnat.
- La seconde phase : dix journées de championnat entre les six meilleures et les six moins bonnes équipes de la phase régulière.
- La finale : si le leader de la phase régulière et de la seconde phase sont différents, les deux équipes s'affrontent pour désigner le champion de la saison.

### Phase régulière
Lors de la phase régulière les douze équipes affrontent à deux reprises les onze autres équipes selon un calendrier tiré aléatoirement.
Les six meilleures équipes sont qualifiées pour le groupe des champions et les six moins bonnes pour le groupe de relégation.
Alors que le premier est également qualifié pour la finale du championnat et pour la Copa Interclubes UNCAF 1999 (en), le second n'est qualifié que pour la compétition continentale.
Le classement est établi sur le barème de points classique (victoire à 3 points, match nul à 1, défaite à 0).
Le départage final se fait selon les critères suivants :
- Le nombre de points.
- La différence de buts générale.
- Le nombre de buts marqué.

#### Classement
| Rang | Équipe                  | Pts | J  | G  | N  | P  | Bp | Bc | Diff |
| ---- | ----------------------- | --- | -- | -- | -- | -- | -- | -- | ---- |
| 1    | CSD Comunicaciones T    | 50  | 22 | 15 | 5  | 2  | 47 | 17 | +30  |
| 2    | Aurora FC               | 36  | 22 | 9  | 9  | 4  | 28 | 18 | +10  |
| 3    | CSD Municipal           | 35  | 22 | 10 | 5  | 7  | 28 | 19 | +9   |
| 4    | Universidad SC          | 34  | 22 | 8  | 10 | 4  | 34 | 24 | +10  |
| 5    | Azucareros              | 32  | 22 | 7  | 11 | 4  | 30 | 25 | +5   |
| 6    | Deportivo Zacapa        | 28  | 22 | 8  | 4  | 10 | 24 | 33 | -9   |
| 7    | Deportivo Carchá (en) P | 27  | 22 | 7  | 6  | 9  | 34 | 37 | -3   |
| 8    | Cobán Imperial          | 26  | 22 | 6  | 8  | 8  | 25 | 25 | 0    |
| 9    | Xelaju MC               | 24  | 22 | 6  | 6  | 10 | 23 | 35 | -12  |
| 10   | Juventud Escuintleca    | 23  | 22 | 5  | 8  | 9  | 23 | 39 | -16  |
| 11   | Deportivo Suchitepéquez | 20  | 22 | 5  | 5  | 12 | 22 | 33 | -11  |
| 12   | CSD Sacachispas (en)    | 20  | 22 | 5  | 5  | 12 | 21 | 34 | -13  |

| Légende : Qualifications et relégations | Légende : Qualifications et relégations                                                   |
| --------------------------------------- | ----------------------------------------------------------------------------------------- |
|                                         | Copa Interclubes UNCAF 1999 (en) (Phase de groupes) Qualifié pour le groupe des champions |
|                                         | Qualifié pour le groupe des champions                                                     |
|                                         | Qualifié pour le groupe de relégation                                                     |
|                                         | T Tenant du titre P Promu de la saison 1997-1998                                          |

#### Matchs
| Résultats (▼dom., ►ext.)                                   | Aur | Azu | Car | Cob | Com | Esc | Mun | Sac | Suc | Uni | Xel | Zac |
| Aurora FC                                                  |     | 0-0 | 2-1 | 2-1 | 2-2 | 5-0 | 0-0 | 2-1 | 1-1 | 1-2 | 2-0 | 1-0 |
| Azucareros                                                 | 1-0 |     | 1-1 | 2-2 | 1-1 | 0-0 | 2-1 | 6-1 | 1-1 | 2-1 | 4-1 | 1-2 |
| Deportivo Carchá (en)                                      | 2-1 | 1-1 |     | 3-2 | 1-0 | 3-0 | 0-1 | 2-2 | 1-0 | 2-2 | 1-1 | 3-1 |
| Cobán Imperial                                             | 0-0 | 2-0 | 2-2 |     | 1-1 | 2-1 | 2-0 | 1-1 | 1-1 | 0-2 | 4-0 | 0-3 |
| CSD Comunicaciones                                         | 2-1 | 2-1 | 4-0 | 1-0 |     | 2-0 | 1-0 | 1-0 | 3-1 | 1-1 | 4-0 | 5-2 |
| Juventud Escuintleca                                       | 1-1 | 1-1 | 5-2 | 1-1 | 0-5 |     | 1-0 | 1-1 | 3-2 | 2-2 | 2-1 | 2-2 |
| CSD Municipal                                              | 0-1 | 4-0 | 2-0 | 1-0 | 1-3 | 1-0 |     | 1-0 | 4-1 | 2-2 | 1-1 | 1-0 |
| CSD Sacachispas (en)                                       | 1-2 | 1-1 | 2-1 | 0-1 | 1-0 | 3-0 | 0-2 |     | 1-0 | 2-5 | 0-1 | 1-0 |
| Deportivo Suchitepéquez                                    | 0-0 | 1-2 | 4-3 | 1-1 | 0-2 | 0-1 | 1-0 | 1-0 |     | 3-2 | 2-0 | 0-1 |
| Universidad SC                                             | 0-0 | 0-1 | 2-1 | 2-1 | 1-1 | 1-1 | 1-3 | 1-1 | 1-0 |     | 1-0 | 5-0 |
| Xelaju MC                                                  | 1-1 | 1-1 | 1-0 | 0-1 | 2-3 | 2-1 | 2-2 | 4-2 | 3-1 | 0-0 |     | 2-1 |
| Deportivo Zacapa                                           | 2-3 | 1-1 | 1-3 | 1-0 | 1-3 | 1-0 | 1-1 | 1-0 | 2-1 | 0-0 | 1-0 |     |
| - Victoire à domicile - Match nul - Victoire à l'extérieur |     |     |     |     |     |     |     |     |     |     |     |     |

### Seconde phase
Lors de la seconde phase les six équipes de chaque groupe affrontent à deux reprises les cinq autres équipes de leur groupe selon un calendrier tiré aléatoirement.
Le premier du groupe des champions est qualifié pour la finale du championnat.
Le dernier du groupe de relégation est directement relégué en Primera División de Guatemala alors que les trois clubs le précédents passe par des barrages face à des clubs de seconde division.
Le classement est établi sur le barème de points classique (victoire à 3 points, match nul à 1, défaite à 0).
Le départage final se fait selon les critères suivants :
- Le nombre de points.
- La différence de buts générale.
- Le nombre de buts marqué.

#### Classement
| Rang | Équipe               | Pts | J  | G | N | P | Bp | Bc | Diff |
| ---- | -------------------- | --- | -- | - | - | - | -- | -- | ---- |
| 1    | CSD Comunicaciones T | 28  | 10 | 9 | 1 | 0 | 21 | 7  | +14  |
| 2    | CSD Municipal        | 19  | 10 | 6 | 1 | 3 | 18 | 11 | +7   |
| 3    | Aurora FC            | 12  | 10 | 2 | 6 | 2 | 17 | 17 | 0    |
| 4    | Universidad SC       | 10  | 10 | 2 | 4 | 4 | 16 | 21 | -5   |
| 5    | Azucareros           | 9   | 10 | 2 | 3 | 5 | 11 | 15 | -4   |
| 6    | Deportivo Zacapa     | 3   | 10 | 0 | 3 | 7 | 12 | 24 | -12  |

| Rang | Équipe                  | Pts | J  | G  | N  | P  | Bp | Bc | Diff |
| ---- | ----------------------- | --- | -- | -- | -- | -- | -- | -- | ---- |
| 1    | Cobán Imperial          | 44  | 32 | 11 | 11 | 10 | 39 | 33 | +6   |
| 2    | Juventud Escuintleca    | 40  | 32 | 10 | 10 | 12 | 41 | 49 | -8   |
| 3    | Deportivo Carchá (en) P | 38  | 32 | 9  | 11 | 12 | 44 | 45 | -1   |
| 4    | CSD Sacachispas (en)    | 37  | 32 | 9  | 10 | 13 | 36 | 45 | -9   |
| 5    | Deportivo Suchitepéquez | 34  | 32 | 8  | 10 | 14 | 32 | 42 | -10  |
| 6    | Xelaju MC               | 26  | 32 | 6  | 8  | 18 | 30 | 63 | -33  |

| Légende : Qualifications et relégations | Légende : Qualifications et relégations            |
| --------------------------------------- | -------------------------------------------------- |
|                                         | Qualifié pour les barrages de promotion/relégation |
|                                         | Relégué en Primera División de Guatemala           |
|                                         | T Tenant du titre P Promu de la saison 1997-1998   |

#### Matchs
| Résultats (▼dom., ►ext.)                                   | Aur | Azu | Com | Mun | Uni | Zac |
| Aurora FC                                                  |     | 0-0 | 1-3 | 2-0 | 3-3 | 4-3 |
| Azucareros                                                 | 2-2 |     | 2-3 | 0-3 | 2-0 | 2-0 |
| CSD Comunicaciones                                         | 1-1 | 2-1 |     | 3-0 | 1-0 | 2-0 |
| CSD Municipal                                              | 2-1 | 1-0 | 0-1 |     | 3-0 | 3-1 |
| Universidad SC                                             | 2-2 | 3-1 | 1-3 | 2-2 |     | 2-1 |
| Deportivo Zacapa                                           | 1-1 | 1-1 | 1-2 | 1-4 | 3-3 |     |
| - Victoire à domicile - Match nul - Victoire à l'extérieur |     |     |     |     |     |     |

| Résultats (▼dom., ►ext.)                                   | Car | Cob | Esc | Sac | Suc | Xel |
| Deportivo Carchá (en)                                      |     | -   | 3-1 | 1-1 | -   | 4-0 |
| Cobán Imperial                                             | 1-1 |     | 2-0 | -   | -   | 6-1 |
| Juventud Escuintleca                                       | -   | 2-0 |     | -   | 1-0 | 5-0 |
| CSD Sacachispas (en)                                       | 2-1 | 2-0 | 2-1 |     | -   | -   |
| Deportivo Suchitepéquez                                    | 1-0 | 0-0 | -   | 2-2 |     | 2-1 |
| Xelaju MC                                                  | -   | -   | -   | 2-2 | 1-3 |     |
| - Victoire à domicile - Match nul - Victoire à l'extérieur |     |     |     |     |     |     |

### Barrages de promotion/relégation
Les troisième, quatrième et cinquième du groupe de relégation affrontent respectivement les quatrième, troisième et deuxième de la Primera División de Guatemala. En cas d'égalité une prolongation et une séance de tirs au but ont éventuellement lieu.
| Club                    | Score | Club                   | Commentaire |
| Deportivo Carchá (en)   | 5-0   | CD Jalapa              |             |
| CSD Sacachispas (en)    | 3-1   | CD Chimaltenango       |             |
| Deportivo Suchitepéquez | 2-1   | Deportivo Achuapa (en) |             |

### Finale
Le CSD Comunicaciones ayant remporté les deux phases de la compétition, la finale n'a pas eu lieu et le club a été sacré champion du Guatemala et participe à ce titre au Campeón de Campeones en début de saison suivante.

## Bilan du tournoi
| Championnat du Guatemala de football 1998-1999      |                    |
| Champion                                            | CSD Comunicaciones |
| Dauphin                                             | CSD Municipal      |
| Coupes et trophées                                  |                    |
| Vainqueur Aqua Cup                                  | CSD Municipal      |
| Qualifications continentales                        |                    |
| Copa Interclubes UNCAF 1999 (en) (Phase de groupes) | CSD Comunicaciones |
| Copa Interclubes UNCAF 1999 (en) (Phase de groupes) | Aurora FC          |
| Promotions et relégations                           |                    |
| Promus en Liga Nacional de Guatemala                | Antigua GFC        |
| Relégués en Primera División de Guatemala           | Xelaju MC          |